# KZ4A型電力機車
KZ4A型電力機車是哈薩克斯坦国家铁路的電力機車車款之一，由中国南车株洲电力机车有限公司生产。KZ4A型电力机车为交流传动的高速干线客运用电力机车，机车持续功率为4800千瓦，最高速度为210公里/小时；首5台KZ4A型机车采用南车株洲电力机车研究所开发的交流传动系统，而其余22台KZ4AC型机车改为采用西门子公司的交流传动系统。

## 发展历史

### KZ4A
2001年，哈薩克斯坦国家铁路（KTZ）为采购一批新型客運電力機車和客车车辆進行全球招標，中国南车集团株洲电力机车厂以良好的性價比最终夺得了3台电力机车的订单，双方并於同年11月5日在中国株洲签订购置合同，造價為937.8萬美元。新型机车被定型为KZ4A型（0001～0003），采用交流传动技术，成为繼出口往烏茲別克斯坦的O'zbekiston型電力機車後，中國第二款出口國外的交流傳動電力機車。KZ4A型機車應用了DJ“九方”、DJ1、DJ2「奧星」及DJJ2「中華之星」等交流傳動機車的技術和經驗。每台機車裝有兩台株洲電力機車研究所開發的TEP28WG04型水冷GTO-VVVF牽引逆變器和TEC02型微機控制系統。機車軸式為Bo-Bo，採用當地的1520毫米寬軌轨距，最高時速210公里，適用於高速幹線客運。
2004年3月12日，首台KZ4A型電力機車在株洲電力機車廠正式下線；同年3月底，三台機車付運哈薩克斯坦。2004年4月起，KZ4A型電力機車在哈薩克斯坦的鐵路上進行為期三個月的運行試驗，試驗項目由哈薩克斯坦國家鐵路和中國鐵道科學研究院合作進行，至7月18日完成線路測試。
2004年7月22日，KZ4A型電力機車開始在阿斯塔納和阿拉木圖區間的長約1300公里的電氣化鐵路投入服務，擔當牽引從西班牙引進的“Talgo 200”高速旅客列車，當時圖定運行時速為145公里/小時，每週運行5個往返。同年8月1日是哈薩克斯坦國家鐵路始創100周年紀念日，哈薩克斯坦郵政部門為此專門以KZ4A型電力機車為背景，設計出版了一張小型張紀念郵票。
2005年9月，鑑於KZ4A型電力機車運行表現良好，哈薩克斯坦國家鐵路再次向株洲電力機車廠增購2台機車（0004～0005），並於2006年交付使用。2台新機車根據首批3台機車使用過程中發現的問題作出了改進，包括將機車軸重由20.5噸提高到22噸，以減少機車在雨雪天氣下運行時發生輪對空轉和打滑的機會；同時並修正了可能導致空氣壓縮機失控的邏輯控制缺陷。另外，在外觀方面也有一些地方與前3台機車不同，包括側視鏡和頭燈之間的通風口等。

### KZ4AC

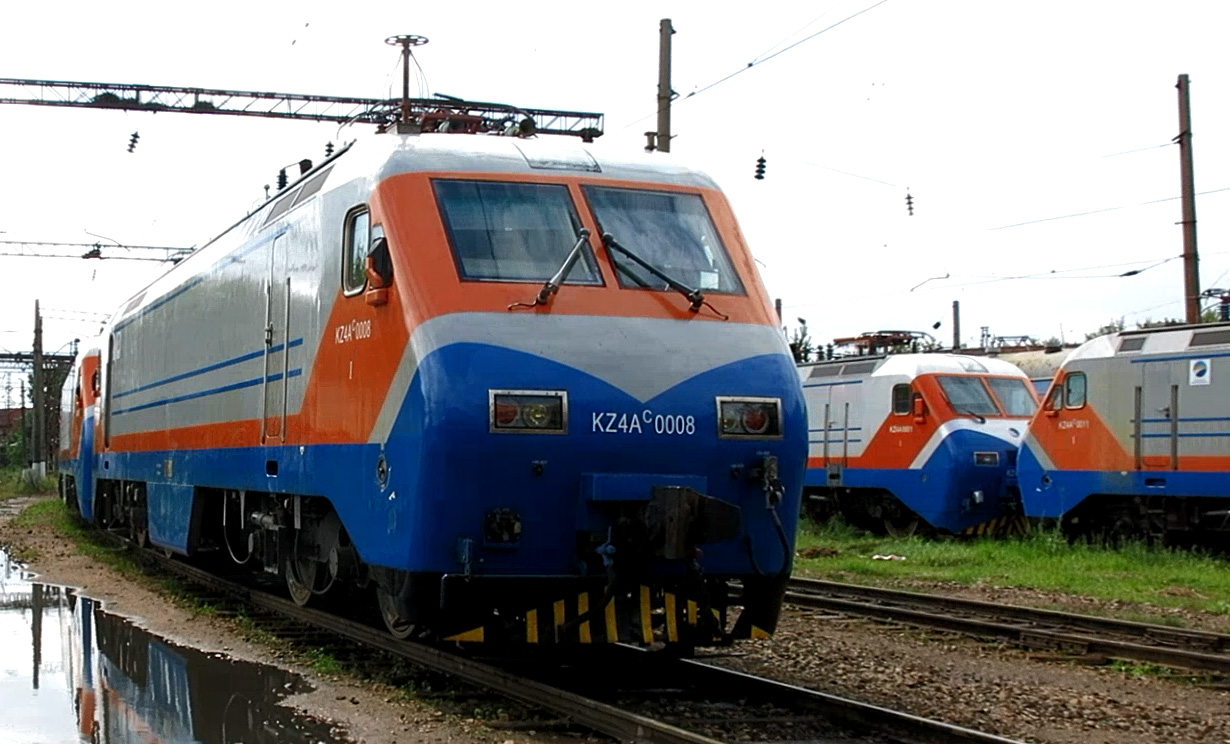
KZ4AC 0008

由於2011年亞洲冬季運動會將於哈薩克斯坦阿斯塔納和阿拉木圖舉行，為了應付亞冬會期間來往兩地之間的旅遊客流，同時並推進哈薩克斯坦鐵路機車車輛現代化，哈薩克斯坦國家鐵路於2008年進行國際招標，採購新一批客運電力機車和客車車輛。南車株洲電力機車有限公司再次中標，獲得了22台電力機車的訂單，並於同年10月22日簽訂了採購合同，合同總值9,700萬美元。該批機車被定型為KZ4AC型（0006～0027），是“多機重聯單元列車控制”（Системе многих единиц «СМЕ»）的俄語首字母縮寫，代表兩台機車能夠與客車車輛組成電動車組運行。KZ4AC型電力機車的總體結構與KZ4A型機車大致相同，但改為採用了德國西門子的交流傳動系統，包括牽引逆變器、牽引電動機、“Sibas 32”微機控制系統等。根據中哈雙方簽訂的合同規定，其中20台機車將會以整車形式付運哈薩克斯坦，其餘2台機車以散件形式付運並由哈薩克斯坦國家鐵路旗下的巴伊杰列克股份公司（АО «Байтерек-А»）進行組裝。此外，中哈雙方並簽訂了長期合作備忘錄，哈方派出人員赴華進行技術培訓。
首兩台先期發貨的KZ4AC型機車於2010年7月交付哈薩克斯坦，機車在阿斯塔納至卡拉干達區段的鐵路完成型式試驗後，由全俄电力机车研究与设计院實驗驗證中心進行對機車接收試驗的認證程序。2010年10月30日，KZ4AC型0007號機車在萨雷奥巴（Saryoba）附近進行試運行時最高速度達到200公里/小時，創造了哈薩克斯坦鐵路最高速度紀錄。2011年1月30日，在第七屆亞冬會於阿斯塔納開幕之際，KZ4AC型電力機車正式在阿斯塔納和阿拉木圖之間投入運用。

## 技术特点

### 总体结构

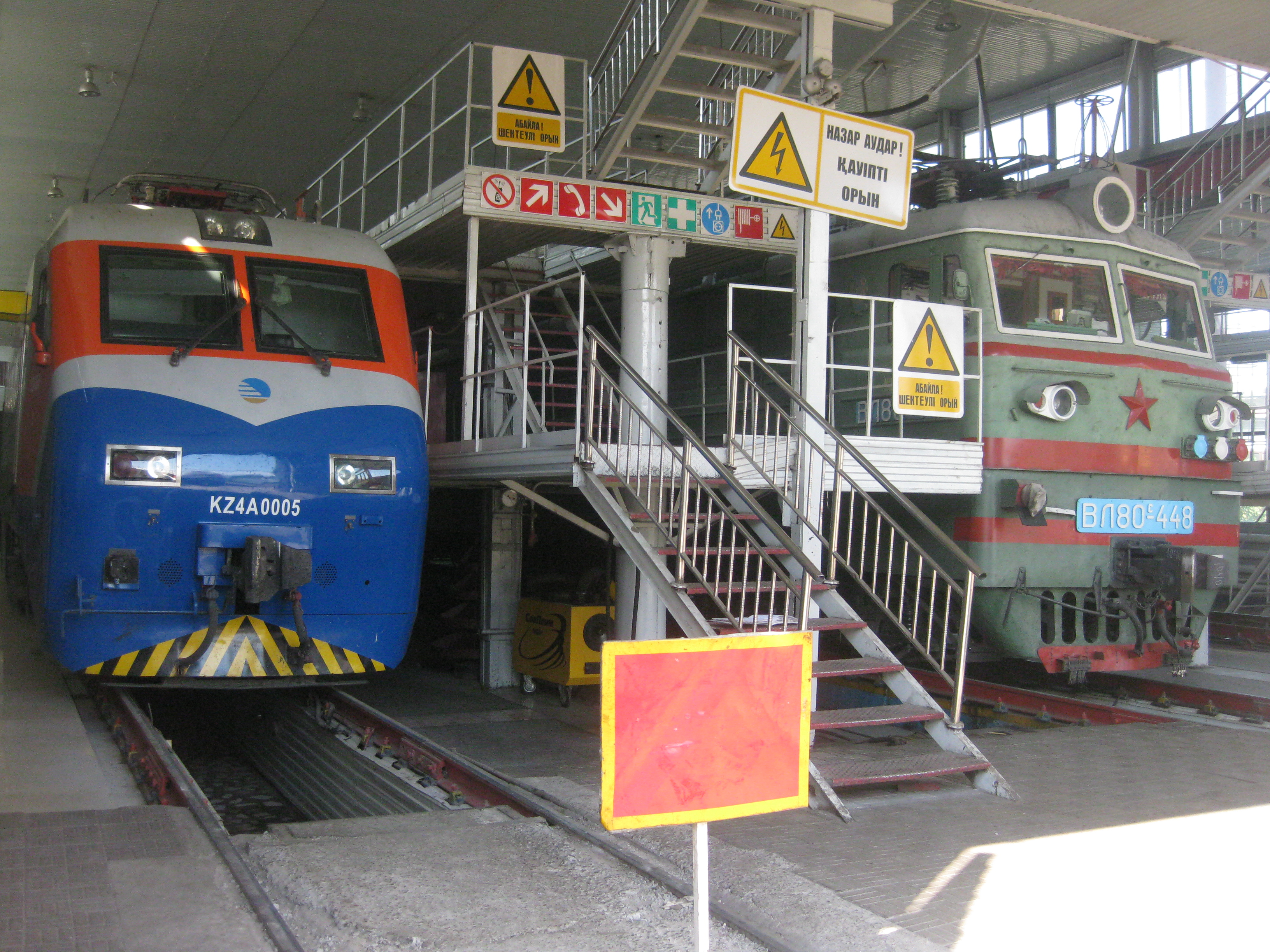
阿拉木图机务段（ТЧЭ-28）内的KZ4A型0005号机车（左）

KZ4A（C）型电力机车是四轴干线客运电力机车，适用于供电制式为25千伏工频单相交流电的电气化铁路，机车轴式Bo-Bo，持续功率4,800千瓦，最高运行速度为210公里/小时。机车采用轻量化全钢焊接结构的整体承载车体，设中间贯穿走廊、双端司机室，车头采用流线型外形。车顶装有两台DSA250型单臂式受电弓、高压隔离开关、接地装置、真空断路器、避雷器等高压组件，II端司机室顶部并设有无线电台天线。车内设备以斜对称布置，机车采用独立通风方式，从车顶顶盖夹层风道吸入冷风，为牵引电动机、复合冷却器、辅助变流柜等通风冷却，并维持机械间呈微正压，改善机车防尘效果及防寒性能。卧式主变压器安装于车体底架之下。制动系统采用了在中国广泛使用的DK-1型空气制动机。

### 电路系统
KZ4A型电力机车是交—直—交流电传动的单相工频交流电力机车，采用了株洲电力机车研究所开发的TEP28WG04型牵引变流器、JD116B型牵引电动机和TEC02型微机控制系统。TEP28WG04型牵引变流器是在中国铁路DJ2型“奥星”电力机车、DJJ2型“中华之星”电力动车组所使用的TEP28WG01型牵引变流器的基础上，根据哈萨克斯坦夏季高温、冬季严寒的特殊气候环境改进而成。每台机车设置两台主变流器，每台主变流器由四象限整流器、中间直流回路、PMW逆变器三个部分组成，功率控制器件为GTO元件（4500V／3000A），冷却介质为乙二醇和高纯水的混合物，中间直流电压为2800伏。JD116B型牵引电动机为四极三相鼠笼式异步牵引电动机，额定功率为1225千瓦，采用无机壳全焊接复合结构定子、无接触式迷宫结构轴承密封，控制方式为直接转矩控制（DTC）。

### 控制系统
KZ4A型电力机车采用TEC02型分布式微机控制系统，设有符合列车通信网络（TCN）标准的多功能车辆总线（MVB）和绞线式列车总线（WTB），具有牵引、制动特性控制、机车逻辑控制、防空转防滑行控制、速度控制、空电联合制动控制、防抱死制动控制、故障诊断与故障记录等功能。机车并安装了俄罗斯标准的机车综合安全系统（КЛУБ-У）。

### 转向架
机车走行部为两台二轴转向架，采用旁承弹簧承受车体载荷、“日”字形低合金钢板焊接钢结构的无摇枕转向架，一系悬挂采用单拉杆轴箱定位及螺旋弹簧，并设有垂向油压减震器；二系悬挂采用螺旋弹簧，配以垂向、横向、抗蛇行油压减震器。牵引力和制动力通过中央低位斜拉杆牵引装置传递。每根车轴均安装有一个驱动制动单元，采用架悬式全悬挂方式安装在转向架构架上；牵引电动机通过六连杆轮对空心轴弹性传动装置，向电动机齿轮和轮对齿轮传递扭矩；基础制动系统采用轮盘制动。

## 外部連結
- （简体中文）中国南车股份有限公司：出口哈萨克斯坦高速客运电力机车
- （英文）KZ4A型电力机车图片 （页面存档备份，存于）
- （俄文）KZ4A型电力机车图片 （页面存档备份，存于）